# Jules de Rességuier

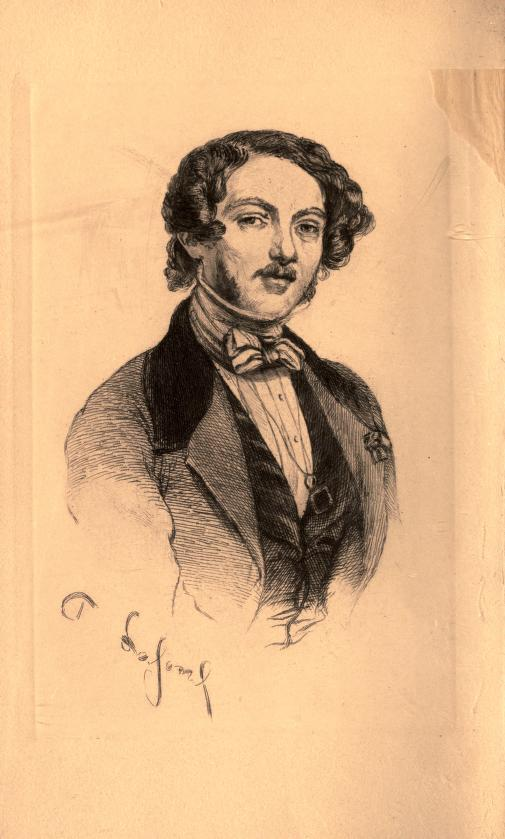
Porträt Rességuiers

Bernard Marie Jules de Rességuier (* 28. Januar 1788 in Toulouse; † 7. September 1862 in Sauveterre (Tarn)) war ein französischer Dichter.

## Leben und Arbeiten
Seine Eltern habe Frankreich in der Zeit des Terrors im Vorfeld der Französischen Revolution fluchtartig verlassen müssen und er verbrachte mehrere Monate zusammen mit seiner Großmutter im Gefängnis. Später besuchte er die von Napoleon gerade gegründete Militärschule Saint-Cyr, wo er 1806 abschloss. Danach zog er als Kavallerie-Offizier in Schlachten nach Spanien und Polen. 1811 quittierte er seinen Dienst, weil seine Gesundheit im Militäreinsatz zu sehr litt. Er zog sich auf seinen Familiensitz, Château de Sauveterre im Languedoc, zurück, heiratete Christine Pauline Charlotte de Mac-Mahon, genannt Nina, und verlagerte sein Interesse auf das Dichten. Bereits sein erstes Werk öffnete ihm 1818 die Türen in die Académie des Jeux floraux. Seine Eltern starben 1801 und 1803.
1822 zog er nach Paris und fand dort rasch seinen Platz im Gefüge der hauptstädtischen Dichtkunst. Er gehörte zusammen mit Victor Hugo zu den Gründern des Periodikum La Muse française im Folio-Format, das allerdings nach einem Jahr wieder eingestellt wurde. Zu seinen besonderen Interessen dieser Zeit gehört der Wettstreit zwischen der klassischen und der romantischen Literaturschule, die auch in La Muse ausgefochten wurde. Er war von der Bedeutung beider Richtungen überzeugt, fühlte sich von der Romantik mehr angezogen, ohne die darin verwendeten Überhöhungen zu teilen.
Rességuier war Liebhaber des guten Geschmacks. Die Einbildungskraft war sein Glaubenselexier. Seine kultivierte Veranlagung, sein Geschmack und sein poetisches Geschick befriedigten ihn jedoch nicht hinreichend. Er bewarb sich um ein Staatsamt bei der neuen Regierung. Am Ende des Jahres 1823 wurde er zum Ritter der Ehrenlegion ernannt und erhielt in seiner Arbeit höchstes Lob und Wertschätzung. Er verstand es, während seiner hohen politischen Karriere im „treuen Staatsdienst“ immer seiner Vorliebe für die Literatur nachzugehen. 1827 veröffentlichte er sein zweites Werk, einen Band ausgewählter Stücke und dem Namen „Poetische Bilder“, die vom Publikum glänzend aufgenommen wurden.
Die Julirevolution von 1830 entfremdete ihn von der Politik und er widerrief dem Staat seinen Treueeid. Er merkte, dass auch seine literarische Tätigkeit zum Lebensunterhalt ausreichte. Verschiedene Zeitungen waren interessierte Abnehmer seiner Kurzprosa und der Gedichte. 1840 kehrte er in seine Heimat Languedoc zurück. Sein Alterswerk war geprägt von einer berührenden, teilweise fast süßen Anmutung, die von der tendenziell religiösen, aber auch immer harmonischen und edlen Grundstimmung überzogen wurde.
Seinen Lebensabend verbrachte er etwas zurückgezogen, aber immer zu Festen bereit. So konnte er zwei Jahre vor seinem Tod in bester geistiger und körperlicher Gesundheit noch seine Goldene Hochzeit feiern. Seine Frau Nina verstarb sechs Jahre später 1868. Nach ihm ist eine Straße am Rand der Altstadt von Toulouse benannt, die den Jardin Royal nach Nordwesten abgrenzt.